# Coupe de Chine 2013
Navigation
Édition précédente Édition suivante
La Coupe de Chine est une compétition internationale de patinage artistique qui se déroule en Chine au cours de l'automne. Elle accueille des patineurs amateurs de niveau senior dans quatre catégories: simple messieurs, simple dames, couple artistique et danse sur glace.
La onzième Coupe de Chine est organisée du 1er au 3 novembre 2013 au palais omnisports de Pékin. Elle est la troisième compétition du Grand Prix ISU senior de la saison 2013/2014.

## Résultats

### Messieurs

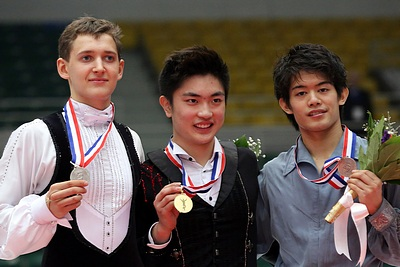
Podium des Messieurs

| Rang | Nom              | Pays       | Points | Programme court | Programme court | Programme libre | Programme libre |
| ---- | ---------------- | ---------- | ------ | --------------- | --------------- | --------------- | --------------- |
| 1    | Yan Han          | Chine      | 245.62 | 1               | 90.14           | 2               | 155.48          |
| 2    | Maksim Kovtun    | Russie     | 238.65 | 2               | 81.84           | 1               | 156.81          |
| 3    | Takahiko Kozuka  | Japon      | 226.92 | 3               | 81.62           | 5               | 145.30          |
| 4    | Denis Ten        | Kazakhstan | 224.80 | 4               | 77.05           | 3               | 147.75          |
| 5    | Richard Dornbush | États-Unis | 218.57 | 6               | 72.58           | 4               | 145.99          |
| 6    | Florent Amodio   | France     | 213.39 | 5               | 76.75           | 6               | 136.64          |
| 7    | Peter Liebers    | Allemagne  | 200.80 | 7               | 69.34           | 7               | 131.46          |
| 8    | Song Nan         | Chine      | 196.80 | 8               | 68.68           | 8               | 128.12          |
| 9    | Wang Yi          | Chine      | 185.22 | 9               | 63.27           | 9               | 121.95          |

### Dames

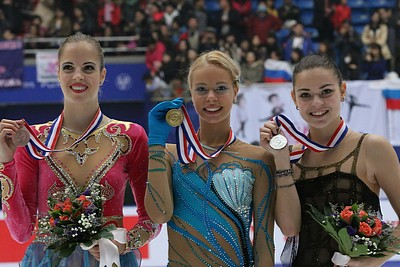
Podium des Dames

| Rang | Nom               | Pays       | Points | Programme court | Programme court | Programme libre | Programme libre |
| ---- | ----------------- | ---------- | ------ | --------------- | --------------- | --------------- | --------------- |
| 1    | Anna Pogorilaya   | Russie     | 178.62 | 3               | 60.24           | 1               | 118.38          |
| 2    | Adelina Sotnikova | Russie     | 174.70 | 1               | 66.03           | 3               | 108.67          |
| 3    | Carolina Kostner  | Italie     | 173.40 | 2               | 62.75           | 2               | 110.65          |
| 4    | Kanako Murakami   | Japon      | 165.95 | 4               | 57.33           | 4               | 108.62          |
| 5    | Nikol Gosviani    | Russie     | 152.04 | 6               | 53.76           | 5               | 98.28           |
| 6    | Haruka Imai       | Japon      | 150.30 | 5               | 54.79           | 6               | 95.51           |
| 7    | Agnes Zawadzki    | États-Unis | 147.64 | 7               | 53.73           | 8               | 93.91           |
| 8    | Zhang Kexin       | Chine      | 144.88 | 9               | 53.32           | 9               | 91.56           |
| 9    | Guo Xiaowen       | Chine      | 139.50 | 10              | 45.32           | 7               | 94.18           |
| 10   | Li Zijun          | Chine      | 138.98 | 8               | 53.58           | 10              | 85.40           |

### Couples

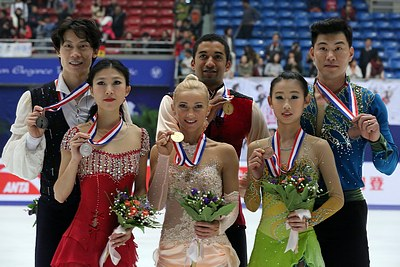
Podium des couples artistiques

| Rang | Nom                                    | Pays       | Points | Programme court | Programme court | Programme libre | Programme libre |
| ---- | -------------------------------------- | ---------- | ------ | --------------- | --------------- | --------------- | --------------- |
| 1    | Aljona Savchenko / Robin Szolkowy      | Allemagne  | 201.21 | 2               | 69.07           | 1               | 132.14          |
| 2    | Pang Qing / Tong Jian                  | Chine      | 194.38 | 1               | 70.38           | 2               | 124.00          |
| 3    | Peng Cheng / Zhang Hao                 | Chine      | 187.19 | 3               | 64.24           | 3               | 122.95          |
| 4    | Wang Xuehan / Wang Lei                 | Chine      | 172.35 | 5               | 57.16           | 4               | 115.19          |
| 5    | Alexa Scimeca / Chris Knierim          | États-Unis | 161.72 | 4               | 57.99           | 6               | 103.73          |
| 6    | Felicia Zhang / Nathan Bartholomay     | États-Unis | 155.52 | 8               | 50.33           | 5               | 105.19          |
| 7    | Anastasia Martiusheva / Alexei Rogonov | Russie     | 147.19 | 6               | 53.02           | 7               | 94.17           |
| 8    | Daria Popova / Bruno Massot            | France     | 141.33 | 7               | 51.82           | 8               | 89.51           |

### Danse sur glace
| Rang    | Nom                                 | Pays       | Points | Danse courte | Danse courte | Danse libre | Danse libre |
| ------- | ----------------------------------- | ---------- | ------ | ------------ | ------------ | ----------- | ----------- |
| 1       | Nathalie Péchalat / Fabian Bourzat  | France     | 165.68 | 2            | 63.60        | 1           | 102.08      |
| 2       | Ekaterina Bobrova / Dmitri Soloviev | Russie     | 163.42 | 1            | 65.70        | 2           | 97.72       |
| 3       | Madison Chock / Evan Bates          | États-Unis | 150.53 | 3            | 56.77        | 3           | 93.76       |
| 4       | Pernelle Carron / Lloyd Jones       | France     | 134.12 | 5            | 50.20        | 4           | 83.92       |
| 5       | Alexandra Aldridge / Daniel Eaton   | États-Unis | 132.06 | 4            | 52.92        | 5           | 79.14       |
| 6       | Yu Xiaoyang / Wang Chen             | Chine      | 106.18 | 7            | 41.24        | 6           | 64.94       |
| 7       | Zhang Yiyi / Wu Nan                 | Chine      | 104.98 | 6            | 41.79        | 7           | 63.19       |
| Abandon | Huang Xintong / Zheng Xun           | Chine      |        |              |              |             |             |

## Source
- Résultats de la Coupe de Chine 2013 sur le site de l'ISU